# Coenosia villipes
Coenosia villipes är en tvåvingeart som beskrevs av Camillo Rondani 1866. Coenosia villipes ingår i släktet Coenosia och familjen husflugor. Inga underarter finns listade i Catalogue of Life.